# Erik Bernasconi
Erik Bernasconi (Canton Ticino, 22 gennaio 1973) è un regista e sceneggiatore svizzero.

## Biografia
Laureato in Letteratura italiana a Friburgo e Bologna, nel 1999, con una tesi su Pier Vittorio Tondelli, tra il 1999 e il 2002 insegna letteratura italiana, lingua italiana e teatro a Bratislava e Lugano. Bernasconi si è anche diplomato alla scuola di cinema di Parigi (CLCF) nel 2004.
Il suo cortometraggio di diploma Fenêtre (produzione CLCF/Sgnauzfilms), girato in S16mm nel 2004 a Parigi, è stato selezionato al Festival del film Locarno.
Ha partecipato, come aiuto regista ai film La valle delle ombre, diretto da Misha Györik per la Riformafilm (2008); Anime in corsa, diretto da Andrea Canetta (2007); Cuore di Ghiaccio, diretto da Matteo Bellinelli (2006) e Linea di confine, diretto da Massimo Donati e Alessandro Maccagni (2005).
Nel 2010 è uscito il suo primo lungometraggio, Sinestesia, prodotto da Villi Hermann per l'Imagofilm. Nel cast Alessio Boni, Giorgia Würth, Melanie Winiger, Leonardo Nigro e Teco Celio. Il film è candidato a 3 Quarzi, gli "Oscar" del cinema svizzero, per la miglior sceneggiatura (Erik Bernasconi), per la miglior attrice (Melanie Winiger) e per la miglior attrice esordiente (Giorgia Würth). 
È fra i membri fondatori dell'associazione di cinema indipendente tiKINÒ.

## Filmografia

### Regista
- Fenêtre – cortometraggio (2004)
- Sinestesia (2010)
- Fuori mira (2013)
- Moka Noir – documentario (2019)
- Alter Ego – miniserie (2023)

### Aiuto regista
- Linea di confine, regia di Massimo Donati e Alessandro Maccagni – miniserie TV (2005)
- Cuore di ghiaccio, regia di Matteo Bellinelli – film TV (2006)
- Anime in corsa, regia di Andrea Canetta – film TV (2007)
- La valle delle ombre, regia di Misha Györik (2009)
- Jump, regia di Bindu de Stopani (2010)